# Años 30 a. C.
Se denomina años treinta antes de Cristo al período que empezó el 1 de enero del 39 a. C. y terminó el 31 de diciembre del 30 a. C.
Esta década fue precedida por los años 40 a. C. y sucedida por los años 20 a. C..

## Acontecimientos
- 1 de agosto del 30 a. C. Octavio captura Alejandría.

- 33: César Octaviano se convierte en cónsul romano por segunda vez. Su compañero es Lucio Volcacio Tulo. Octaviano pronuncia un discurso ante el Senado, de summa Republica, en el que somete las Donaciones. Expira el segundo término del Segundo triunvirato. Agripa construye el Aqua Julia, uno de los acueductos de los que depende el suministro de agua de Roma.

## Personas destacadas
- Cleopatra VII, última reina del Antiguo Egipto y de la dinastía ptolemaica.